# Kanton Oloron-Sainte-Marie-Ouest
Kanton Oloron-Sainte-Marie-Ouest (francouzsky Canton d'Oloron-Sainte-Marie-Ouest) je francouzský kanton v departementu Pyrénées-Atlantiques v regionu Akvitánie. Tvoří ho 11 obcí.

## Obce kantonu
- Agnos
- Aren
- Asasp-Arros
- Esquiule
- Géronce
- Geüs-d'Oloron
- Gurmençon
- Moumour
- Oloron-Sainte-Marie (západní část)
- Orin
- Saint-Goin